# Dzięgiele Oleckie
Dzięgiele Oleckie (niem. Dzingellen, 1938–1945 Dingeln) – wieś w Polsce położona w województwie warmińsko-mazurskim, w powiecie oleckim, w gminie Olecko.
W latach 1975–1998 miejscowość administracyjnie należała do województwa suwalskiego.